# Hulsen (Overijssel)
Pour les articles homonymes, voir Hulsen.
Hulsen est un village situé dans la commune néerlandaise de Hellendoorn, dans la province d'Overijssel. Le 1er janvier 2007, le village comptait 7 250 habitants.